# Vilayat Galgayche
Vilayat Galgayche được biết đến trước đó với cái tên là Ingush Jamaat được biết đến là 1 tổ chức theo chủ nghĩa hồi giáo cực đoạn hoạt động ở Ingushetiya và Chechnya và là tổ chức thường xuyên tấn công lực lương Nga ở các khu vực thuộc vùng Kavkaz. Từ năm 2007, tổ chức này đã là 1 phần của Tiểu vương quốc Kavkaz và tham chiến trong Nổi dậy ở Bắc Kavkaz. Tổ chức được cho là chịu trách nhiệm cho hàng trăm người chết mà chủ yếu là binh sĩ, cảnh sát và quan chức chính phủ.
1. ↑  "Yevkurov Says Insurgency 'Defeated' In Ingushetia". RadioFreeEurope/RadioLiberty. ngày 19 tháng 5 năm 2015. Truy cập ngày 22 tháng 5 năm 2015.
2. 1 2  "Ingush Insurgency Commander Affirms Support For Embattled Cleric". Radio Free Europe/Radio Liberty. ngày 1 tháng 8 năm 2013. Truy cập ngày 1 tháng 8 năm 2013.
3. ↑  "Bokov: "Emir of Ingushetia" Getagazhev identified among casualties of special operation". Caucasian Knot. ngày 24 tháng 5 năm 2014. Truy cập ngày 27 tháng 5 năm 2014.
4. ↑  "Ingush Jamaat Loses Another Amir". Jamestown Foundation. ngày 12 tháng 11 năm 2015. Truy cập ngày 15 tháng 11 năm 2015.
5. ↑  Askerov, Ali (ngày 22 tháng 4 năm 2015). Historical Dictionary of the Chechen Conflict. Lanham: Rowman & Littlefield. tr. 122. ISBN 9781442249257 – qua Google Books.

1. ↑    - tiếng Ingush: Вилаят ГӀалгӀайче, đã Latinh hoá: Vilayat Ghalghayche
  - tiếng Nga: Вилайят Галгайче, đã Latinh hoá: Vilayat Galgayche
2. ↑    - tiếng Ingush: ГӀалгӀай ДжамаIат, đã Latinh hoá: Vilayat Ghalghaj Jamaat
  - tiếng Nga: Ингушский Джамаат, đã Latinh hoá: Ingushskiy Jamaat